# 미츠쿠니 아오이
《미츠쿠니 아오이》는 우주해적 미토의 대모험의 등장인물이다. 한국 더빙판 이름은 강하늘.

## 소개
성우는 호시 소이치로. 어린 시절은 사사모토 유코. 국내판은 전광주. 미츠쿠니 미토의 친 아들. 1기에서는 남자였지만, 2기에서부터 여자로 성전환하게 된 계기로 1260대 우주여왕으로 등극한다.